# Episaure
L'episaure (Aepisaurus) és un gènere de dinosaure sauròpode que va viure a l'Albià, fa uns 100 milions d'anys, al Cretaci inferior. Les seves restes fòssils s'han trobat a Valclusa, França. Es tracta d'un gènere obscur de família desconeguda, representat per un únic húmer que s'ha perdut. Degut a la seva manca de popularitat, o potser gràcies a ella, s'ha anomenat erròniament diverses vegades en la literatura científica, amb diferents dates donades a l'any de descripció.